# 克拉克縣 (愛阿華州)
爱荷华州（英語：Clarke County）是位于美国艾奥瓦州南部的县。面積1,118平方公里。根據美國2000年人口普查估計，共有人口9,133人。縣治奧西歐拉（Osceola）。
成立於1846年。縣名紀念詹姆斯·克拉克，愛荷華準州最後一任州長。